# 조달행정
조달행정이란 행정청이 공적 임무의 수행에 전제가 되는 인적 자원 · 물적 자원을 확보하고 관리하기 위한 행정작용을 말한다. 조달행정은 사법상 조성행위로 불리기도 한다. 예를 들어, 공무원 채용, 사무용품의 구입, 군납사업의 운영이 조달행정에 속한다. 

## 같이 보기
- 조달청

## 참고 문헌
- 김철용, 행정법 2(김철용)(제5판), 박영사. (ISBN 9788910513230)